# رومان نویشتادر
رومان پتروویچ نویشتادر (آلمانی: Roman Petrovich Neustädter، روسی: Рома́н Петро́вич Нойште́дтер؛ زاده ۱۸ فوریهٔ ۱۹۸۸) بازیکن فوتبال اهل روسیه است.
وی همچنین در تیم‌های ملی آلمان و روسیه نیز بازی کرده‌است.